# David McKenzie (wielrenner)
David McKenzie (Shepperton, 6 augustus 1974) is een Australisch voormalig wielrenner. Hij was actief van 1996 tot en met 2005. McKenzie behaalde meer dan 40 overwinningen in zijn carrière; de meeste daarvan in eigen land.

## Belangrijkste overwinningen
1994
- 3e etappe Geelong Bay Classic Series
- 1e etappe Olympia's Tour

1995
- 2e etappe Geelong Bay Classic Series

1996
- 1e, 5e etappe en eindklassement Geelong Bay Classic Series
- Jayco Bay Cycling Classic

1998
- Australisch kampioen op de weg

1999
- 2e etappe Geelong Bay Classic Series
- 3e etappe Mt. Buller Cup
- 3e etappe Ronde van Langkawi

2000
- 8e etappe Circuito Montañés
- 7e etappe Ronde van Italië

2001
- Baw Baw Classic
- 4e etappe Tour de Beauce
- 6e etappe Tour Down Under
- Eindklassement Tour of Gippsland
- 3e en 4e etappe Tour of Sunraysia
- Grafton - Invernell
- Melbourne - Warnambool
- 1e etappe Herald Sun Tour

2002
- 4e etappe Geelong Bay Classic Series
- Izegem
- 1e en 6e etappe Herald Sun Tour

2003
- 4e etappe Tour of Qinghai Lake
- 3e etappe Herald Sun Tour
- Eindklassement Ronde van Queensland

2004
- 3e etappe Geelong Bay Classic Series
- Somerset
- Tour of Gippsland
- 6e en 8e etappe Tour of Sunraysia
- 4e Ronde van Queensland

2005
- 2e etappe Geelong Bay Classic Series
- 1e en 3e etappe Canberra Tour
- 2e etappe Ronde van Japan
- 5e etappe Tour of Gippsland
- 10e etappe Tour of the Murray River
- Gouldbourne - Sydney

2006
- 1e B, 3e etappe en eindklassement Ronde van Perth

## Resultaten in voornaamste wedstrijden
| Jaar | Ronde van Italië | Ronde van Frankrijk | Ronde van Spanje |
| ---- | ---------------- | ------------------- | ---------------- |
| 2000 | 113e (1)         |                     |                  |

(*) tussen haakjes aantal individuele etappe-overwinningen

## Ploegen
- 1996-Giant-Australian Institute of Sports
- 1997-Kross-Montanari-Selle Italia
- 1998-Kross-Selle Italia
- 1999-Linda McCartney Racing Team
- 2000-Linda McCartney Racing Team
- 2001-Linda McCartney-Jaguar (tot 24/02)
- 2001-Ficonseils-RCC Conseils Assurances
- 2002-iTeamNova.com
- 2003-Flanders-iTeamNova
- 2004-Navigators Insurance Cycling Team
- 2005-Wismilak Cycling Team

Assez · Cali · Cornelissen · Deliens · Drew · Gremelpont · Guyton · Iacuone · Landrie · Lepron · Masschelein · McKenzie · Perras · Roux · B.Scheirlinckx · S.Scheirlinckx · Szonn · Toldo · Van Lancker · Wilson · Thys (stagiair) · Van De Gehuchte (stagiair) · Vancoillie (stagiair)